# Историјски архив „Рас”
Историјски архив „Рас” у Новом Пазару је институција културе која се бави пословима заштите, сређивања, обраде и презентације архивске грађе и документарног материјала на територији града Новог Пазара и општина Сјенице и Тутина. Основан је 3. децембра 1975. године као одељење Историјског архива у Краљеву, а од 26. јуна 1980. постаје самостална институција културе и његов оснивач је град Нови Пазар. Од осамостаљивања смештен је у бившој згради Окружног суда у Новом Пазару,  у Улици ослобођења 41. Зграда је 1986. године проглашена за споменик културе – Зграда Старог суда у Новом Пазару.

## Историја
Архивско одељењеj у Новом Пазару основано је 3. децембра 1975. године, као одељење Историјског архива у Краљеву. Одмах након тога издвојена су средства за адаптацију зграде која се налазила у улици Гојка Бачанина у Новом Пазару, коју је власник Илија Јеумовић завештао Скупштини општине Нови Пазар. Скупштина општине је, након преуређења, зграду Архивском одељењу на коришћење.
Када је 26. јуна 1980. године донета одлука о оснивању Радне организације Историјског архива „Рас“ у Новом Пазару дотадашње Архивско одељење мења статус издвојеног одељења Архива Краљево и постаје самостална институција културе. Тада се и измешта у дотадашњу зграду правосудних органа, где се и данас налази.

## Делатност
Архив обавља послове утврђене Законом о архивској грађи и архивској делатности, Законом о културним добрима, Законом о култури, и према упутствима и препорукама Архивског већа и матичног Архива Србије и према Закону о општем управном поступку. На основу Закона о архивској грађи и архивској делатности, архивисти који раде на заштити архивске грађе и документарног материјала ван Архива, обилазе ствараоце и имаоце архивске грађе и документарног материјала, вршећи стручни надзор и прописујући мере које моменути субјекти морају применити у заштити и чувању.
Историјски архив „Рас“ у Новом Пазару бави се организованим радом на евидентирању архивске грађе настале радом значајних стваралаца и њеним прикупљањем на једном месту, ради сређивања, заштите и коришћења за научна истраживања, као и за остваривања права правних и физичких лица. Остварени су значајни резултати на заштити архивске грађе као културног добра, о чему сведоче бројна признања.
Архив има богате фондове, посебно оне у којима се чува грађа из турског периода. Архивска грађа Архива „Рас“ подељена је у три кључна периода: 
- Османски период обухвата збирку докумената на оријенталним језицима, међу којима су Сиџили новопазарског кадије (судски записи) од највећег историографског значаја.
- Период 1912–1944 обухвата записе као што су књиге записника општине Нови Пазар (1913–1929) и фонд Новопазарске гимназије, која је основана у новембру 1913. године. Велики део материјала из овог периода уништен је током савезничког бомбардовања Новог Пазара 1944. године.
- Период после Другог светског рата садржи обимне записе локалних органа власти, судова, образовних, културних, здравствених установа и привредних субјеката у областима Новог Пазара, Сјенице и Тутина.[6]

Поред депоа у ком се чувају ови фондови,  Историјски архив „Рас” има библиотеку, читаоницу и простор за програме. Фонд библиотеке чини 50 старих и ретких књига, 770 монографија и 107 серијских публикација. У Архиву се организују различити програми и изложбе. Две изложбе доступне су и он-лајн: 
- Од касабе до модерног града
- Трговина и занатство[8]

Историјски архив „Рас“ се издавачком делатношћу бави од 1994. године и од тада је самостално и са Музејом Рас издао велики број публикација.

### Службе Историјског архива „Рас”
У оквиру Историјског архива „Рас” делују следеће службе:
- Служба за заштиту архивске грађе ван Архива,
- Служба за сређивање, обарду, коришћење и чување архивске грађе и
- Службе општих послова.[3]